# Верас, Иван Сергеевич
Иван Сергеевич Верас (бел. Іван Сяргеевіч Верас; род. 22 апреля 1997, Минск) — белорусский футболист, полузащитник клуба «Орша».

## Клубная карьера
Воспитанник футбольного клуба «Минск». В 2016 начал выступать за дубль «Белшины». В следующем году, когда бобруйская команда вылетела в Первую лигу, он стал игроком основного состава. В начале 2018 года продлил контракт, но сыграл всего только два матча за «Белшину», после чего покинул клуб. Во второй половине 2018 года выступал за «Чисть», где был одним из основных игроков, но не смог спасти команду от вылета во Вторую лигу.
В марте 2019 года перешел в микашевичский «Гранит», где стал основным нападающим. С 15 голами он стал третьим лучшим бомбардиром Первой лиги в сезоне 2019. В январе 2020 года он перешел в «Смолевичи», которые вышли в Высшую лигу. Сезон 2020 начал в основном составе, но позже стал выходить на замену и играть за дубль. В июле 2020 года он покинул клуб.
В августе 2020 года он присоединился к «Крумкачи», где стал игроком основы. В январе 2021 года продлил контракт с клубом. В сезоне 2021 он чередовался между стартовым составам и скамейкой запасных. В декабре 2021 года по соглашению сторон покинул столичную команду.
В январе 2022 года он присоединился к «Юнайтед Виктори» с Мальдивских островов, подписав контракт на 10 месяцев. 16 февраля 2022 года игрок забил гол в дебютном матче против «Валенсии». По итогу сезона стал третьим бомбардиром чемпионата, отличившись 13 голами и 6 результативными передачами в 21 матче. В октябре 2022 года футболист рассказал, что уже несколько месяцев не получал зарплату от мальдивского клуба и не может улететь домой, так как у него закончилась виза, из-за чего ему грозит огромный штраф. Спустя пару дней игрок сообщил, что правительство Мальдив пообещало разобраться в ситуации и закрыть все вопросы.
В феврале 2023 года футболист перешёл в индийский клуб «Аиджал», подписав контракт на полгода. Дебютировал за клуб 9 февраля 2023 года в матче против клуба «Раджастхан Юнайтед», выйдя на замену 80 минуте, а на 7 дополнительной минуте забил свой дебютный гол, чем помог своему клубу одержать победу. Весной 2023 года покинул индийский клуб, за который отличился 4 забитыми голами во всех турнирах.
В августе 2024 года он присоединился к «Орше».

## Статистика
| Сезон    | Дивизион | Клуб                | Страна                      | Матчи | Голы |
| -------- | -------- | ------------------- | --------------------------- | ----- | ---- |
| 2016     | дубль    | Белшина             | Флаг Беларуси               | 28    | 9    |
| 2017     | Д2       | Белшина             | Флаг Беларуси               | 27    | 9    |
| 2018 (1) | Д2       | Белшина             | Флаг Беларуси               | 2     | 0    |
| 2018 (2) | Д2       | Чисть               | Флаг Беларуси               | 13    | 3    |
| 2019     | Д2       | Гранит (Микашевичи) | Флаг Беларуси               | 27    | 15   |
| 2020 (1) | Д1       | Смолевичи           | Флаг Беларуси               | 12    | 0    |
| 2020 (2) | Д2       | Крумкачи            | Флаг Беларуси               | 11    | 3    |
| 2021     | Д2       | Крумкачи            | Флаг Беларуси               | 25    | 2    |
| 2022     | Д1       | Юнайтед Виктори     | Флаг Мальдивской Республики | 21    | 13   |
| 2022/23  | Д1       | Аиджал              | Флаг Индии                  | 8     | 2    |